# Podoscypha tomentipes
Podoscypha tomentipes är en svampart som först beskrevs av Lee Oras Overholts, och fick sitt nu gällande namn av D.A. Reid 1965. Podoscypha tomentipes ingår i släktet Podoscypha och familjen Meruliaceae.   Inga underarter finns listade i Catalogue of Life.